# Зарваниця (Золочівський район)
Зарва́ниця — село в Україні, у Золочівському районі Львівської області.  Орган місцевого самоврядування — Золочівська міська рада. Населення становить 265 осіб.
Через село проходить автошлях міжнародного значення М09 Тернопіль — Львів — Рава-Руська. 
Біля села розташований зупинний пункт Зарваниця Львівської залізниці.

## Населення

### Мова
Розподіл населення за рідною мовою за даними перепису 2001 року:
| Мова       | Кількість | Відсоток |
| ---------- | --------- | -------- |
| українська | 265       | 100%     |

## Релігія
В селі була маленька дерев'яна церква Перенесення мощей святого Миколая, 1912 року побудови, мала статус пам'ятки архітектури місцевого значення, розібрана на початку 2010-х років. У 2015 році на її місці спорудили нову дерев'яну церкву.